# 200e brigade de fusiliers motorisés de la Garde
Pour les articles homonymes, voir 200e brigade.
La 200e brigade de fusiliers motorisés de la Garde est une formation militaire du 14e corps d'armée, qui fait partie du district militaire du Nord, basée à Petchenga dans l'oblast de Mourmansk. La brigade est formée en 1997 à partir de la 131e division de fusiliers motorisés et est l'une des deux brigades russes (avec la 80e brigade de fusiliers motorisés de l'Arctique) spécialisée dans la guerre en milieu arctique.
En 2014, des unités de la brigade participent à la guerre du Donbass,.
En 2022, des unités de la brigade prennent part à l'invasion russe de l'Ukraine. Les interrogatoires des prisonniers de guerre russes ont montré que la brigade présente en Ukraine a subi de lourdes pertes lors de la bataille de Kharkiv,,,.

## Histoire

### Formation
La 200e brigade est formée en 1997 à partir de l'ancienne 131e division de fusiliers motorisés, héritant des titres honorifiques « Ordre de Petchenga et de Koutouzov ».
Début avril 2006, la brigade compte environ 700 soldats professionnels, pratiquement tous les postes de sergent ayant été occupés par des kontraktniks (russe : контрактник ; militaires professionnels sous contrat). Plus de 180 militaires, hommes et femmes, signent des contrats de service dans les sous-unités des communications, des services médicaux et des services arrière. La brigade compte environ 10 soldats professionnels membres de la Communauté des États indépendants. Début 2006, lors d'un voyage dans le district militaire de Léningrad, la 200e brigade reçoit la visite du ministre de la Défense, Sergueï Ivanov. La brigade a des liens d'association avec la 6e division norvégienne et le régiment suédois Norrbotten (en).
Partie intégrante de la 6e armée du district militaire ouest, elle devient en novembre 2011 la première des deux nouvelles brigades arctiques des forces terrestres russes,,. L'unité rencontre quelques problèmes de discipline en 2011. En novembre 2012, elle fait partie des troupes côtières de la flotte du Nord.

### Guerre du Donbass
En 2014, la brigade est impliquée dans la guerre dans le Donbass,. Des éléments de la brigade participent à la bataille de l'aéroport de Louhansk et sont repérés dans le village de Khryashchevatoe, une banlieue de Lougansk. En octobre 2014, le lieutenant principal Yevgueni Troundaïev, commandant du peloton antichar du 1er bataillon d'infanterie motorisée, est tué dans les affrontements du 32e poste de contrôle, une bataille dans la région de Louhansk. Il recevra le titre de héros de la fédération de Russie à titre posthume.
La brigade fait partie du 14e corps d'armée depuis la formation du corps en avril 2017.
Fin janvier 2022, la brigade est déployée depuis Petchenga, via des trains pendant quelques jours, jusqu'à la zone d'entraînement de Postoïalye Dvory, à l'est de Koursk, pour participer à ce que le ministère russe de la Défense qualifie d'exercices de combat. Le 19 février, la brigade se déplace à Belgorod et y reste jusqu'à la veille de l'invasion.

### Invasion russe de l'Ukraine
Le 24 février, la brigade entre en opérations dans le cadre de l'invasion de l'Ukraine, opérant dans la région proche de Kharkiv. Des troupes de la brigade sont repérées en train d'opérer des barrages routiers au nord-est de la ville. Un groupe de la taille d'un peloton est repéré entrant dans la ville à bord de MT-LB, accompagnés d'un char T-80 et d'un canon anti-aérien. Ils sont ensuite détruits par une unité de la 93e brigade mécanisée ukrainienne. Une colonne de véhicules d'artillerie de roquettes BM-21 est également détruite à l'extérieur de la ville. Des sources pro-ukrainiennes rapportent que le commandant du 382e bataillon d'artillerie de roquettes de la brigade, le lieutenant-colonel Dinar Khametov, a été tué pendant la bataille. Le groupe d'artillerie de la brigade continuera à subir de nouvelles pertes.
Début mars, la brigade a subi de lourdes pertes et son commandant, le colonel Denis Kurilo, est grièvement blessé et quitte la brigade. Des membres de l'unité sont repérés en opération à Derhatchi. Il est probable que deux groupes tactiques de bataillon et son bataillon d'artillerie de roquettes furent mis hors de combat pendant cette période. Les troupes déployées de la brigade subissent de lourdes pertes pendant la bataille de Kharkiv avec plus de 30 unités d'équipement détruites ou capturées. Le gouverneur de l'oblast de Mourmansk annonce régulièrement la mort de membres éminents de la brigade, dont le major Leonid Beliakov. Pour remplacer les pertes subies par la brigade, un groupe tactique de bataillon composé de réservistes, de troupes côtières et de marins, apparemment peu entraînés au combat, est envoyé en Ukraine en juillet.
On estime qu'à la fin mai 2022, la brigade a subi de lourdes pertes et compte moins de 900 soldats contre plus de 1 400 au début de l'invasion. Selon une source (visuellement confirmée), en décembre 2022, la brigade a environ perdu 40% de ses véhicules.
En septembre 2022, l'Ukraine lance sa contre-offensive à Kharkiv, libérant le reste de l'oblast anciennement sous contrôle russe. Après la bataille de Koupiansk, des unités de la brigade tentent de reprendre la localité, mais elles sont encerclées par des unités de 92e brigade mécanisée ukrainienne et forcées de battre en retraite, provoquant 30 morts et 10 blessés, dont un commandant de compagnie.
La brigade reçoit le titre honorifique « de la Garde » le 27 avril 2023.

## Structure

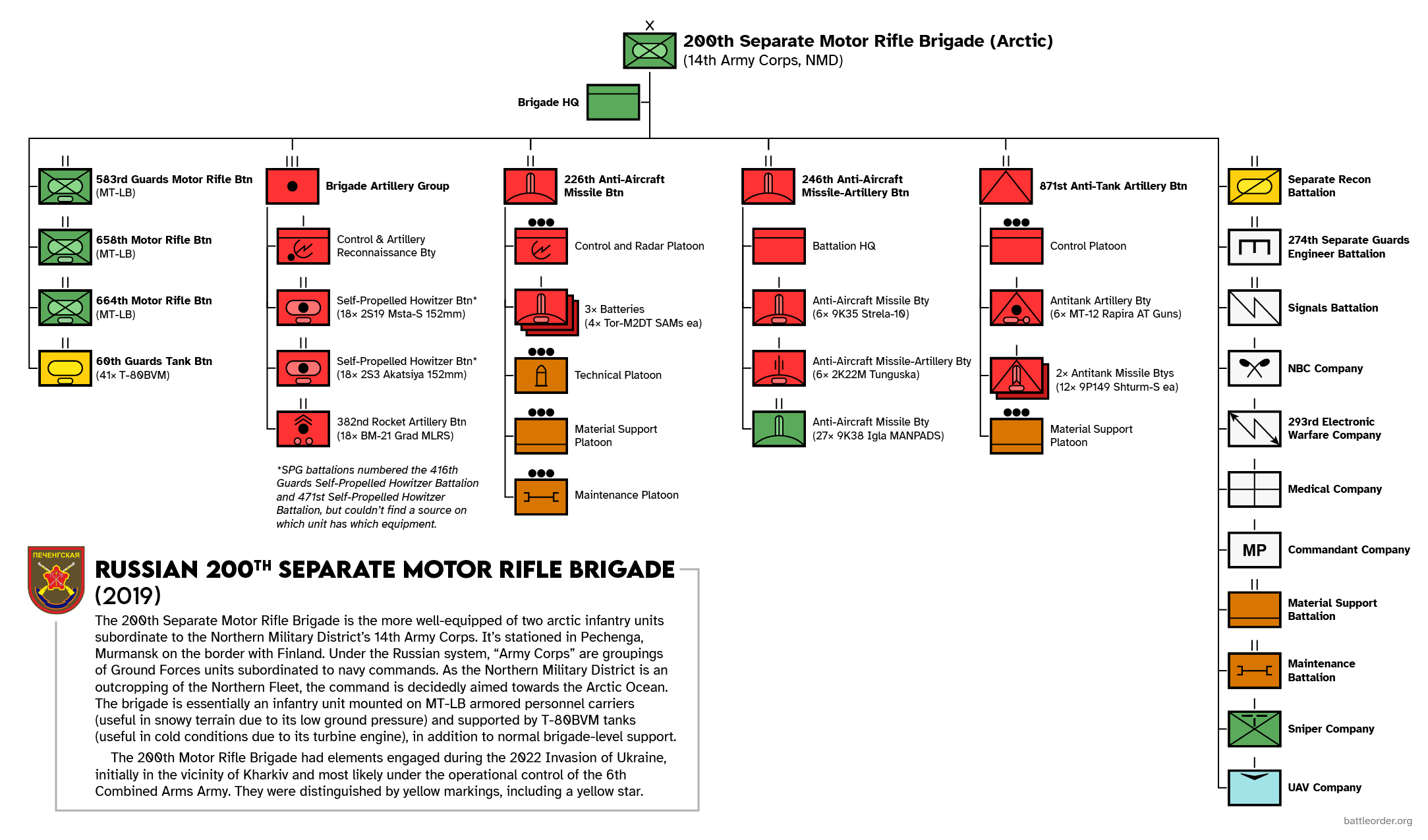
Structure du de la 200e brigade à partir de 2019.

La 200e brigade de fusiliers motorisés se compose d'un quartier général de brigade, de trois bataillons de fusiliers motorisés, d'un bataillon blindé, d'un groupe d'artillerie de brigade (coordonnant deux bataillons d'obusiers automoteurs et un bataillon d'artillerie de roquettes), un bataillon de missiles anti-aériens, un bataillon d'artillerie de missiles antiaériens, un bataillon d'artillerie antichar, un bataillon de reconnaissance et plusieurs bataillons et compagnies de soutien au combat directement subordonnés.
- Quartier général de la brigade
  - 274e bataillon du génie de la Garde
  - 293e compagnie de guerre électronique
  - 185e station de service postal
  - Bataillon de reconnaissance
  - Bataillon de communications
  - Compagnie de défense NRBC
  - Compagnie médicale
  - Compagnie du commandant
  - Bataillon de soutien matériel
  - Bataillon de maintenance
  - Compagnie de tireurs d'élite
  - Compagnie de drones
- 583e bataillon de fusiliers motorisés de la Garde (MT-LB)
- 658e bataillon de fusiliers motorisés (MT-LB)
- 664e bataillon de fusiliers motorisés (MT-LB)
- 60e bataillon blindé de la Garde (T-80BVM)[32]
- Groupe d'artillerie de brigade (BrAG)
  - Batterie de contrôle et de reconnaissance (pour le chef de brigade d'artillerie)
  - 416e division d'artillerie automotrice d'obusier de la Garde (152 mm)
  - 471e division d'artillerie automotrice d'obusier de la Garde (152 mm)
  - 382e bataillon d'artillerie de roquettes (BM-21)
- 871e bataillon d'artillerie antichar
- 226e bataillon de missiles anti-aériens
- 246e bataillon d'artillerie de missiles anti-aériens

## Équipement

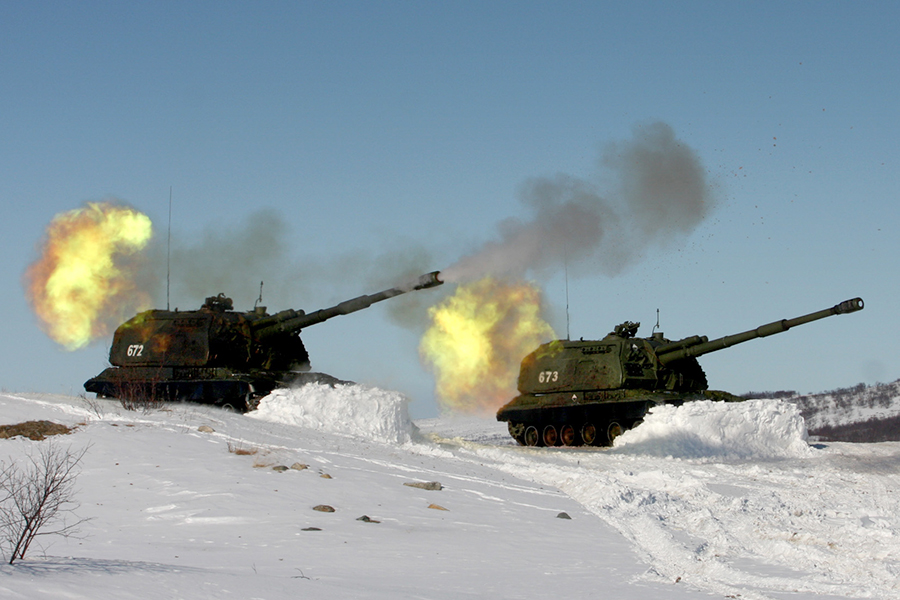
Deux obusiers de 152 mm automoteurs (des 2S19 Msta) de la tirant lors d'un exercice en 2012.

La 200e brigade dispose des équipements suivants :
- 41 × chars de combat principaux T-80 BVM
- 36 × obusiers automoteurs 2S19 Msta
- 18 × lance-roquettes multiples BM-21 Grad
- Chasseurs de chars 9P149 basés sur le MT-LB avec missile antichar 9K114 Shturm
- SA-13 Gopher
- Canon antichar Rapira de 100 mm
- SA-8 Gecko
- Système de défense aérienne Barnaul-T[33]
- SA-19 Grison

## Commandants
- Colonel Vitali Leonidovitch Razgonov (septembre 2009  –  avril 2011)[14]
- Colonel Oleg Tsekov (2014)
- Colonel Denis Kourilo († 2022)